# Lorenzo Semple Jr.
Lorenzo Elliot Semple Jr. (Nova Iorque, 28 de março de 1923 — Los Angeles, 28 de março de 2014) foi um roteirista e dramaturgo norte-americano.